# Josef Koudelka (malíř)
Josef Koudelka (4. února 1877 Klobouky u Brna – 28. října 1960 Praha), byl český akademický malíř.

## Život
Josef Koudelka se narodil v Kloboukách u Brna v rodině sluhy u okresního úřadu Františka Koudelky. Od roku 1894 studoval na pražské Malířské akademii u profesorů F. Sequense, M. Pirnera, V. Brožíka a H. Schwaigra. Posléze absolvoval studijní pobyty v Lublani a Itálii. Po návratu do vlasti pracoval převážně na Horňácku, spolupracoval z Františkem Úprkou. Rovněž se věnoval portrétování a pilně studoval folklór na Moravském Slovácku. Josef Koudelka byl členem SVU Mánes a měl řadu výstav v Praze i dalších československých městech. Jeho díla jsou zastoupeny v mnoha galériích, včetně Národní galerie v Praze.
Josef Koudelka patřil vedle malířů J. Úprky a A. Frolky k předním folklórním malířům.